# ジョアン・ヒギンボサム
ジョアン・ヒギンボサム(Joan Elizabeth Higginbotham、1964年8月3日-)は、アメリカ合衆国の技術者、アメリカ航空宇宙局の宇宙飛行士である。スペースシャトル・ディスカバリーでミッションスペシャリストとしてSTS-116のミッションに参加した。

## 生い立ち
ヒギンボサムはイリノイ州シカゴで生まれ、1982年にホイットニー・ヤング・マグネット高校を卒業した。1987年に南イリノイ大学カーボンデール校で学士号を取得し、どちらもフロリダ工科大学から、1992年に経営科学、1996年に宇宙科学の修士号を取得した。彼女はメイ・ジェミソン、ステファニー・ウィルソンに次ぎ、3人目のアフリカ系アメリカ人の女性宇宙飛行士となった。
ヒギンボサムはデルタ・シグマ・シータ・ソロリティの会員である。

## NASAでのキャリア
ヒギンボサムは1987年にペイロード・エレクトリカル・エンジニアとしてフロリダ州のケネディ宇宙センターで働き始めた。6か月もたたずに、彼女はコロンビア号を用いたオービタ実験OV-102のリーダーになった。彼女は後に全てのシャトルのペイロードの配置やペイロード内の全ての適合性試験を任されるようになった。ヒギンボサムはその後、アトランティスを用いたOV-104でバックアップ技術者を務め、スペースシャトルとミールのドッキングのミッションに参加した。ケネディ宇宙センターでの9年間の勤務で、彼女は53回のスペースシャトルの打上げに参加した。
1996年4月、彼女はNASAにより宇宙飛行士の候補に選ばれ、1996年8月からジョンソン宇宙センターで訓練を始めた。ヒギンボサムはSTS-116のミッションで308時間以上を宇宙で過ごし、主にカナダアーム2の取付けを担った。彼女はミッションの間、ヒューストン・ダイナモのスカーフを機内に持ち込んでいた。
ヒギンボサムは2008年9月に打ち上げられたSTS-126の乗組員にも内定していたが、2007年11月21日、NASAはヒギンボサムがNASAを辞めて民間企業で働くことを決めたため、乗組員をドナルド・ペティに変更すると発表した。